# Australian Institute of Sport (basket-ball féminin)
Pour le programme général, voir Australian Institute of Sport.
L'Australian Institute of Sport, était un club féminin australien de basket-ball basé dans la ville de Canberra. Il s'agit en fait d'une section du programme de développement sportif dénommé Australian Institute of Sport, évoluant en Women's National Basketball League, le plus haut niveau en Australie.

## Palmarès
- Women's National Basketball League : 1999

## Entraîneurs successifs
- Depuis ? : -

## Joueuses célèbres ou marquantes
- Carla Boyd
- Lauren Jackson
- Belinda Snell
- Penelope Taylor